# Рејмондвил (Тексас)
Рејмондвил (енгл. Raymondville) град је у америчкој савезној држави Тексас. Налази се у округу Виласи, чије је седиште. По попису становништва из 2010. у њему је живело 11.284 становника.

## Демографија
Према попису становништва из 2010. у граду је живело 11.284 становника, што је 1.551 (15,9%) становника више него 2000. године.
| Група             | 2000.         | 2010.         |
| Белци             | 886 (9,1%)    | 964 (8,5%)    |
| Афроамериканци    | 381 (3,9%)    | 395 (3,5%)    |
| Азијати           | 10 (0,1%)     | 124 (1,1%)    |
| Хиспаноамериканци | 8.432 (86,6%) | 9.801 (86,9%) |
| Укупно            | 9.733         | 11.284        |